# موتور زمان ریگی
موتور زمان ریگی یک منطقهٔ مسکونی در ایران است که در دهستان بزمان واقع شده‌است.